# Stazione di Pompei Santuario
La stazione di Pompei Santuario è una stazione della ferrovia Circumvesuviana, sita nel comune di Pompei.
Si trova sulla ferrovia Napoli-Pompei-Poggiomarino.

## Storia
In origine la stazione era chiamata semplicemente Pompei. In seguito, poiché poteva essere confusa con la stazione di Pompei Scavi-Villa dei Misteri sulla ferrovia Torre Annunziata-Sorrento, venne aggiunta la denominazione di Santuario, in quanto la stazione si trova nei pressi del santuario della Beata Vergine del Rosario di Pompei.

## Strutture e impianti
Il fabbricato viaggiatori è stato ricostruito in luogo di quello originario, di minori dimensioni e ubicato a poca distanza: al suo interno ospita biglietteria e sala d'attesa. La stazione è presenziata.
Vi sono tre binari passanti per il servizio passeggeri muniti di 2 banchine con pensiline e collegati tramite un sottopassaggio.

## Movimento
Nella stazione fermano tutti i treni in transito e le destinazioni sono Napoli e Poggiomarino.

## Servizi
La stazione dispone di:
- Biglietteria a sportello
- Biglietteria automatica

## Interscambi
Fra il 1924 e il 1952 presso la stazione si attestavano le corse della tranvia Salerno-Pompei, esercita dalla società Tranvie Elettriche della Provincia di Salerno (TEPS).